# Gonomyia (Megalipophleps) dicranura
Gonomyia (Megalipophleps) dicranura is een tweevleugelige uit de familie steltmuggen (Limoniidae). De soort komt voor in het Australaziatisch gebied.